# Politický systém Dánska
Dánsko je demokratická parlamentní monarchie, jejíž hlava, král nebo královna, má dnes již jen reprezentativní funkci. Současnou hlavou státu je král Frederik X., následníkem trůnu je princ Christian Dánský.
Dánský parlament (Folketing) má 179 poslanců, kteří jsou voleni na čtyři roky. Dva poslanci jsou voleni v Grónsku a dva na Faerských ostrovech.
Dánský volební systém je silně proporční. Spolu s dvoupercentní uzavírací klauzulí vede k existenci většího množství středních a menších stran zastoupených v parlamentu. Proto je v Dánsku nutností tvořit koaliční vlády, nezřídka menšinové.

## Složení parlamentu
V parlamentu je po volbách v roce 2022 zastoupeno dvanáct politických stran:
- Sociální demokraté – 50 křesel
- Venstre – 23 křesel
- Moderaterne – 16 křesel
- Socialistická lidová strana – 15 křesel
- Danmarksdemokraterne – 14 křesel
- Liberální aliance – 14 křesel
- Konzervativní lidová strana – 10 křesel
- Jednotná kandidátka – Rudo-zelení – 9 křesel
- Radikální liberální strana – 7 křesel
- Nová pravice – 6 křesel
- Alternativa – 6 křesel
- Dánská lidová strana – 5 křesel